# Regattastrecke Beetzsee
Koordinaten: 52° 25′ 54,81″ N, 12° 33′ 48,86″ O

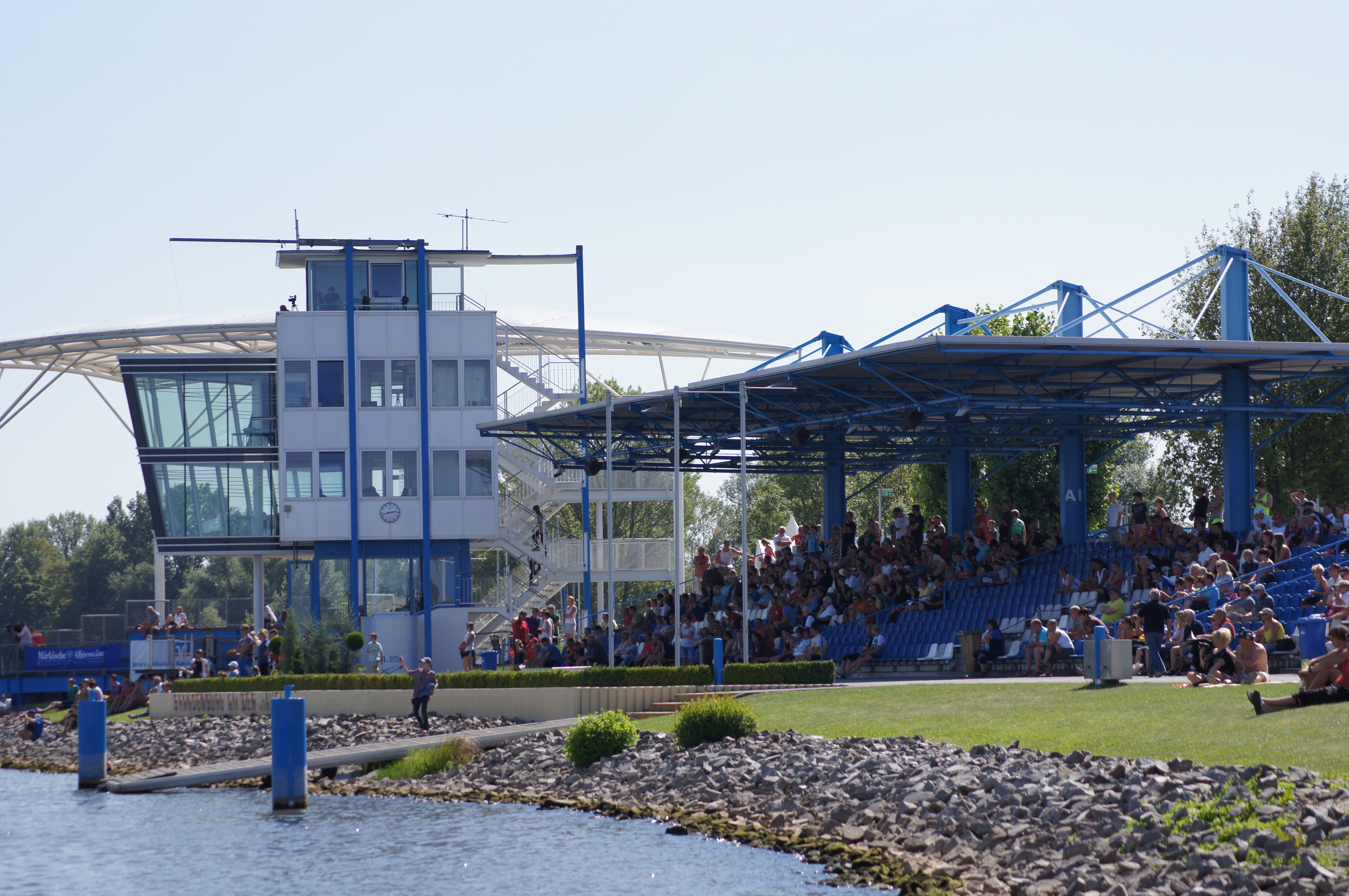
Regattastrecke Beetzsee (2012)

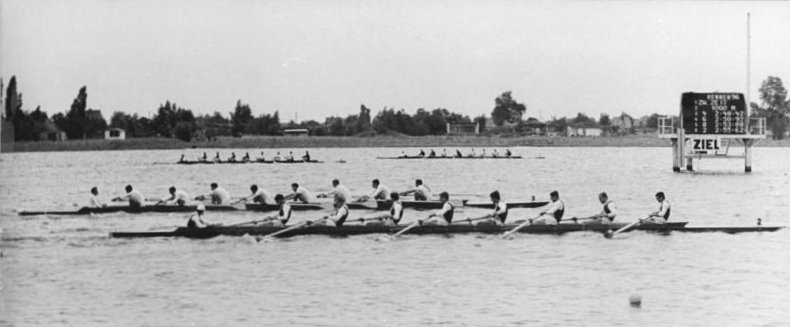
Ruderrennen auf dem Beetzsee 1969

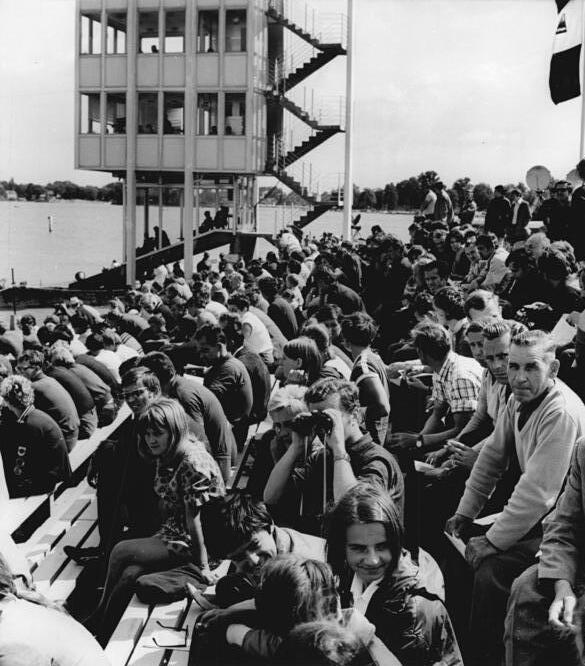
Blick auf die Zuschauertribüne am Ziel der Regattastrecke Beetzsee. Im Hintergrund der Zielrichterturm

Die Regattastrecke Beetzsee ist eine Regattastrecke für Kanu- und Rudersport am Rande der Stadt Brandenburg an der Havel. Die Strecke ist Teil des Beetzsees und ist die einzige für internationale Wettkämpfe geeignete Regattastrecke in Brandenburg. Die Anlage steht unter Denkmalschutz.

## Geschichte
Seit 1883 wird in Brandenburg an der Havel gerudert, einige Jahre später eroberten die Kanuten die Brandenburger Gewässer. In der Folgezeit entstanden in der Havelstadt zahlreiche Wassersportvereine, die die Grundlage für die Entwicklung eines Breiten-, Leistungs- und Wettkampfsports bildeten. Schon kurz nach Ende des Ersten Weltkrieges bemühten sich einige Frauen, Männer und Jugendliche um den Wiederaufbau des Sportes. Zu diesem Zweck wurde die Errichtung einer Regattastrecke am Ufer des Beetzsees beschlossen.
Nachdem Leipzig als Stätte des V. Deutschen Turn- und Sportfestes keine ausreichenden Möglichkeiten für einen Ruderwettbewerb bot, rückte Brandenburg an der Havel aufgrund der wasserreichen Umgebung in die engere Wahl. Obgleich noch niemand den genauen Umfang der notwendigen Arbeiten für das kommende Ereignis kannte, standen die Stadt Brandenburg und ihre Bürger hinter dem Vorhaben.
- 4. März 1967: Resultierend aus dem Engagement und der Leistungsstärke der lokalen Ruderer beschloss der Deutsche Turn- und Sportbund, das Treffen der Ruderer mit etwa 4000 Sportlern in Brandenburg an der Havel zu veranstalten (einschließlich der DDR-Meisterschaften im Rudern und den Ausscheidungswettkämpfen für die Europameisterschaften).
- 4. Juni 1967: Nach weiteren Beratungen zwischen den Verantwortlichen der Stadt und Vertretern des Deutschen Ruder-Sport-Verbandes der DDR wurde das Einverständnis zu dem Großvorhaben erklärt. Das Grundkonzept zum Bau einer Regattastrecke am Westufer des Beetzsees wurde gebilligt.
- 15. September 1967: Der Bau der Regattastrecke begann.
- 17. August 1968: Der FISA-Präsident Keller (Schweiz), der FISA-Vizepräsident Hansen (Dänemark) und der FISA-Generalsekretär Riolo (Italien) besuchten erstmals die Baustelle der Regattastrecke.
- 18. bis 20. Juli 1969: Nach 20-monatiger Bauzeit wurde die Regattastrecke feierlich eröffnet und das erste Verbandstreffen des Deutschen Ruder-Sport-Verbandes der DDR konnte planmäßig und erfolgreich durchgeführt werden.
- 3. November 1969: Die Brandenburger Regattastrecke erhielt die Klassifikation zur Ausführung von Europa- und internationalen Meisterschaften. Es entstand am Beetzsee eine Sportanlage von internationaler Bedeutung. Es war die zwölfte Regattastrecke in der Welt, die nach dem Albano-System (sechs Bahnen, 12,5 bis 15 Meter breit, durch farbige Bojenketten gekennzeichnet) gebaut wurde.

Im Laufe der 30-jährigen Geschichte begannen viele spätere Weltmeister und Olympiasieger in der Havelstadt ihre sportliche Laufbahn. Am 27. November 1999 wurde im Rahmen einer Festveranstaltung die 30-jährige Geschichte der Regattastrecke gewürdigt.
Der Deutsche Ruderverband bewarb sich mit der Regattastrecke Beetzsee zunächst um die Austragung der Ruder-Weltmeisterschaften 2015, zog seine Bewerbung jedoch im Mai 2011 wegen zu hoher finanzieller Risiken zurück.
Bis zum Ende der DDR hatte die Regattastrecke zahlreiche Höhepunkte erlebt. Drei internationale Ruderregatten, zwei Kanu-Veranstaltungen um den „Birgit-Fischer-Beetzsee-Cup“, zwei Deutsche Meisterschaften im Kanurennsport, zwei Deutsche Meisterschaften der U23 im Rudern und vier internationale Motorbootrennen mit Weltmeisterschaftsläufen der Formeln 1 und 3.
Die Regattastrecke wird auch von Sportlern anderer Sportarten genutzt. So fanden hier schon Deutsche Meisterschaften im Langstreckenschwimmen und Barfußwasserski, Internationale Modellbootrennen, Landesmeisterschaften im Schlauchbootslalom und Triathlon-Wettkämpfe der Brandenburger Schulen statt. Daneben wurde die Sporteinrichtung seit Anfang der 1990er Jahre zeitweise auch als Messe- und Ausstellungsgelände, z. B. für die jährlich wiederkehrende Freizeitmesse (Frühjahr) und Baumesse (Herbst), genutzt.
- seit 1990: Durch die Stadt Brandenburg an der Havel und das Land Brandenburg wurden 1,185 Millionen DM für Sanierungs- und Erweiterungsarbeiten bereitgestellt, wodurch u. a. der Kampfrichterturm mit seinen technischen Anlagen saniert, die Sanitäranlagen modernisiert, das gesamte Seilsystem zur Rennstreckenmarkierung erneuert und die Gerätetechnik auf ein hohes technisches Niveau gebracht werden konnten.
- 2003: Instandsetzung der Regattastrecke anlässlich der bevorstehenden Junioren-Weltmeisterschaften im Rudern. Modernisierung des Zeitmesssystems.
- 2004: Installation einer festen Videoleinwand auf dem Wasser.
- 11. Februar 2009: Der brandenburgische Umweltminister Dietmar Woidke übergibt den Genehmigungsbescheid zur Verlegung der Insel Hünensteg, wodurch die Regattastrecke auf acht Bahnen erweitert und somit Senior-Weltmeisterschaften der Ruderer ausgetragen werden können.[4] Seit 2010 sind diese Arbeiten abgeschlossen.[2]

## Wettkämpfe
Neben den regelmäßig stattfindenden Wettkämpfen der Ruderer und Kanuten, wie Landesmeisterschaften oder den Kinder- und Jugendsportspielen des Landessportbund Brandenburgs, wurden die folgenden Großereignisse auf der Regattastrecke ausgetragen:
- ab 1970: DKSV führt jährlich die Große Internationale Brandenburger Kanuregatta durch (bis 1990 insgesamt 21 internationale Regatten)
- 9. bis 13. August 1972: Ruder-Europameisterschaften der Frauen mit 21 Nationalmannschaften
- 8. bis 11. August 1985: Junioren-Weltmeisterschaften im Rudern mit 30 Nationalmannschaften.
- bis 1990: Bis zu 24 Sportveranstaltungen im Rudern, Kanu- und Motorbootrennsport jährlich, insgesamt 365 Sportveranstaltungen, darunter 21 internationale Kanuregatten, 16 Meisterschaften der Ruderer der DDR, 11 Meisterschaften der Kanuten der DDR, 3 internationale Junioren-Wettkämpfe im Rudern, 21 nationale und internationale Motorbootrennen.
- 1991: Weltmeisterschaft der Rennboote Klasse O500 (500 cm³ Außenborder) mit Teilnehmern aus 10 Nationen
- 1992: 1. Große Brandenburger Kanuregatta mit 430 Teilnehmern aus 18 Vereinen
- 1992: Deutsche Kanurennsport-Meisterschaften des Deutschen Kanu-Verbandes mit über 1000 Teilnehmern
- 1992: Rennen zur Weltmeisterschaftsserie der Formel 3 im Motorbootrennsport
- 1993: Europameisterschaft der Rennboote Klasse O700 (700 cm³ Außenborder)
- 1995: Rennen zur Weltmeisterschaftsserie der Formel 1 im Motorbootrennsport
- 1995: 74. Deutsche Meisterschaften im Kanurennsport mit 123 Teilnehmenden Vereinen
- 1996: Bundeswettbewerb der Jungen in Mädchen im Rudern
- 1997: Deutsche Jahrgangsmeisterschaften U23 im Rudern
- 1997: 3. Deutsche Sprint-Meisterschaften im Kanurennsport
- 1997: 1. Birgit Fischer Beetzsee-Cup
- 1998: 2. Birgit Fischer Beetzsee-Cup
- 1999: Deutsche Jahrgangsmeisterschaften U23 im Rudern
- 2000: Deutsche Jugendmeisterschaften im Rudern
- 2001: Deutsche Jugendmeisterschaften im Rudern
- 2001: 80. Deutsche Meisterschaften im Kanurennsport
- 2001: 10. Große Brandenburger Kanuregatta mit 974 Teilnehmern aus 68 Vereinen
- 2003: Deutsche Jahrgangsmeisterschaften U23 und Jugendmeisterschaften im Rudern
- 2004: Der WSV Stahl Beetzsee Brandenburg veranstaltet die 1. Deutsche Kanu-Drachenboot-Meisterschaft.
- 1. bis 6. August 2005: Die Junioren-Weltmeisterschaften im Rudern kehrt nach 20 Jahren zurück in die Havelstadt und damit auf die instandgesetzte Regattastrecke am Beetzsee. Starter aus 53 Nationen nahmen an den Weltmeisterschaften teil.
- 2006: 85. Deutsche Meisterschaften im Kanurennsport
- 2006: 3. Deutsche Meisterschaften im Drachenboot
- 2006: 2. Deutsche Kleinbootmeisterschaften des Deutschen Ruderverbandes,
- 2006: I. Grand Prix of the Nations mit einem Rennen zur Weltmeisterschaftsserie Formel 500 im Motorbootrennsport
- 2007: Deutsche Jahrgangsmeisterschaften U23 und Jugendmeisterschaften im Rudern
- 2007: II. Grand Prix of the Nations mit Rennen zur Weltmeisterschaftsserie Formel 500 und Europameisterschaftsserie Formel 350 im Motorbootrennsport
- 2008: Zum ersten Mal findet ein ICF Weltcup im Kanumarathon auf dem Beetzsee statt.
- 2008: Es werden die 4. Deutsche Kleinbootmeisterschaften des Deutschen Ruderverbandes (April) und die U23-Weltmeisterschaften im Rudern (16. bis 20. Juli) ausgetragen.
- 2008: 1. Internationaler Juniors-Cup im Rahmen der 17. Großen Brandenburger Kanu Regatta
- 2008: III. Grand Prix of the Nations mit Rennen zur Weltmeisterschaftsserie Formel 500 und Europameisterschaftsserie Formel 350 im Motorbootrennsport
- 2009: Europameisterschaften im Kanurennsport
- 2009: 5. Deutsche Kleinbootmeisterschaften des Deutschen Ruderverbandes, 88. Deutsche Meisterschaften Kanurennsport
- 2009: 88. Deutsche Meisterschaften im Kanurennsport
- 2010: 6. Deutsche Kleinbootmeisterschaften des Deutschen Ruderverbandes,
- 2010: Weltmeisterschaften im Barfußwasserski
- 2010: 2. ICF Weltcup im Kanumarathon
- 2011: 20. Große Brandenburger Kanuregatta mit 1000 Teilnehmern aus 97 Vereinen, davon sind 10 internationale Auswahl-Teams beim Juniors-Cup am Start
- 2011: Junioren-Weltmeisterschaft im Kanurennsport
- 2011: 8. Deutsche Meisterschaften im Drachenboot mit Rekordbeteiligung, 92 Mannschaften am Start
- 2011: Deutsche Jahrgangsmeisterschaften U23 und Jugendmeisterschaften im Rudern
- 2012: 1. Internationale Beetzsee-Regatta
- 2012: 91. Deutsche Meisterschaften im Kanurennsport
- 2014: Deutsche Jahrgangsmeisterschaften U23 und Jugendmeisterschaften im Rudern
- 2014: Kanurennsport-Europameisterschaften 2014 (European Canoe Sprint Championships 2014) (10. bis 13. Juli)
- 2016: Ruder-Europameisterschaften vom 6. bis 8. Mai
- 2023: Deutsche Kleinbootmeisterschaften im Rudern
- 2023: Bundeswettbewerb der Jungen und Mädchen U15